# Svend Hansen (fodboldspiller)
Svend Caroli Hansen (5. december 1905 i Malmø i Sverige – 25. januar 1976 i Horsens) var en dansk fodboldspiller, som har spillet en landskamp for Danmark. 
I sin eneste landkamp spillede Hansen mod Finland 1931 i Idrætsparken Danmark tabte med 3-2 i en kamp som var en del af det Nordiske mesterskab, 1929-1932. 
I sin klubkarriere spillede Hansen på midtbanen i perioden 1925-1934 for Horsens fS. 